# ماريا روسا دي ليدا مالكيل
ماريا روسا دي ليدا مالكيل (بالإسبانية: María Rosa Lida de Malkiel)‏ فقيهة لغوية وكلاسيكية أرجنتينية من العصور الوسطى، ولدت في بوينس آيرس في 7 نوفمبر 1910. وهي الأخت الصغرى للفقيه اللغوي رايموندو ليدا (1908-1979). وتوفيت في أوكلاند، كاليفورنيا في 25 سبتمبر 1962.